# Rajko Lekic
Rajko Lekic (Koppenhága, 1981. július 3. –) dán-szerb kettős állampolgárságú labdarúgó.
B.93 csapatában 1993-ban kezdte pályafutását, ahol 17 évesen mutatkozott be a felnőttek között.
Miután csapata kiesett az élvonalból többször is csapatot váltott, játszott a BK Avartaban, a Herfølge BK-ban és a Fremad Amagerben is. 2003 nyarán lett a másodosztályú Silkeborg IF játékosa, ahol 26 találattal gólkirály lett. A Silkeborg feljutott az élvonalba és egy kiemelkedő szezonkezdet után (5 mérkőzésen 4 gólt szerzett) leigazolta őt a spanyol Xerez CD. Első idényében 31 mérkőzésen 5 gólt szerzett, de a következőben térdsérülése miatt mindössze 5-ször tudott pályára lépni.
Ezután visszatért Dániába, az OB-hoz, ahol az UEFA Kupában az SC Heerenveen ellen kétszer is betalált.
Az OB-től fél évig kölcsönben a ZTE-nél játszott, legemlékezetesebb megmozdulása a Budapest Honvédnak lőtt bombagólja volt.
Még a kölcsönszerződése lejárta előtt visszarendelte a klubja és eladta az Esbjerg fB-nek. A 2. fordulóban mesterhármast lőtt a Viborg otthonában. Az idény első mérkőzésein még rendszeresen kezdőként lépett pályára, majd egyre kevesebb lehetőséget kapott a vezetőedzőtől. Az Esbjerg végül a 7. helyen fejezte be a pontvadászatot, Lekic összesen 23 bajnoki mérkőzésen lépett pályára (12-szer csereként) és 6 gólt lőtt.  A kevés játéklehetőség miatt klubot váltott és kölcsönben visszatért korábbi sikereinek helyszínére, a Silkeborg együtteséhez.

## Mérkőzései a dán válogatottban
| #  | Dátum            | Ellenfél               | Eredmény | Kiírás                               | Esemény |
| -- | ---------------- | ---------------------- | -------- | ------------------------------------ | ------- |
| X. | 2010. január 17. | Lengyel ligaválogatott | 3 – 1    | Király-kupa (nem-hivatalos mérkőzés) | 76'     |
| X. | 2010. január 20. | Szingapúr              | 5 – 1    | Király-kupa (nem-hivatalos mérkőzés) | 34' 76' |
| X. | 2010. január 23. | Thaiföld               | 3 – 0    | Király-kupa (nem-hivatalos mérkőzés) | 18' 58' |
| 1. | 2010. március 3. | Ausztria               | 1 – 2    | barátságos mérkőzés                  | 61'     |

## Sikerei, díjai
- ZTE:
  - Magyar bajnoki bronzérmes: 2006

## Külső hivatkozások
- Esbjerg fB játékosprofil
- Origo.hu: Nem volt dán gólkirály a ZTE új csatára Focivilág, 2007. február 21.
- Statisztikái a dán bajnokságokban (dánul)